# Aissenas
Aissenas (en francès Ayssènes) és un municipi francès situat al departament de l'Avairon i a la regió d'Occitània.

## Demografia
| 1962                                       | 1968 | 1975 | 1982 | 1990 | 1999 | 2006 |
| ------------------------------------------ | ---- | ---- | ---- | ---- | ---- | ---- |
| 466                                        | 431  | 343  | 309  | 248  | 226  | 219  |
| Des de 1962: població sense dobles comptes |      |      |      |      |      |      |

## Administració
| Període | Identitat                | Partit |
| ------- | ------------------------ | ------ |
| 2001-   | Marie-Chantal Calmes-Bou | UMP    |